# 名古屋広小路ビルヂング
名古屋広小路ビルヂング （なごやひろこうじビルヂング） は、愛知県名古屋市中区栄二丁目にあるビルである。

## 概要
地下鉄東山線・名城線 栄駅と東山線・鶴舞線 伏見駅のほぼ中間の広小路通沿いにあるオフィスビル。三菱銀行名古屋支店が松坂屋本店北館と同じ「エンゼルビル」内に移転した跡地を再開発して作られたビルで三菱地所としては名古屋で初めての超高層ビルである。
広小路通沿いに設置した歩道状の公開空地には公募した作品を1年間飾る「ストリートギャラリー」を行っていて、「昭和62年度（1987年度）名古屋市都市景観賞都市景観街かど賞」を受賞している。
TOTOの名古屋ショールームが1階にある。

## 主なテナント
- 大同メタル工業 名古屋本社
- TOTO
- 愛知労働局 広小路庁舎
- 日東電工
- 大宇ジャパン
- みずほ証券
- 日清医療食品
- 商船三井ロジスティクス

## 参照
- 昭和62年度名古屋市都市景観賞表彰作品（事業向け情報）　名古屋市（ウェブサイト）